# シトロエン・C5エアクロスSUV
C5エアクロスSUV（C5 Aircross SUV）は、シトロエンが生産・販売するクロスオーバーSUVである。

## 概要
2017年、上海モーターショーで初披露され、同年末に中国での販売が開始された。その後2019年2月にヨーロッパで販売開始され、同年5月より日本でも販売が開始された。
全長はプジョー・3008とプジョー・5008の中間であり、後部座席3列独立の5人乗りである。
同車ではシトロエンがWRCで培った技術を活かして開発されたPHC（プログレッシブ・ハイドローリック・クッション）が搭載され、乗り心地の向上に役立っている。
パワートレイン（グレード）は日本においては、177 PS / 400 Nmの直列4気筒 2.0 Lディーゼルターボに8速AT（EAT8）を組み合わせた「SHINE BlueHDi」と、2020年4月9日に追加設定された180 PS / 250 の直列4気筒1.6 Lターボユニットに8速AT（EAT8）を組み合わせたガソリン車の「SHINE」の2種類の展開となっている。また、全モデル2WDのみの設定であるが、グリップコントロールを採用し、ノーマルモード、雪道走行向けのスノーモード、ぬかるみ向けのマッドモード、砂地向けのサンドモード、ESCを切ることができるOFFモードが用意されている。
安全装備面では、ハイウェイドライブアシスト、アクティブセーフティブレーキ、アクティブクルーズコントロール、インテリジェントハイビームなどを標準装備している。
値段はSHINEは409万0000円、SHINE BlueHDiは431万9000円からである。